# 헝가리 대통령

헝가리의 대통령기

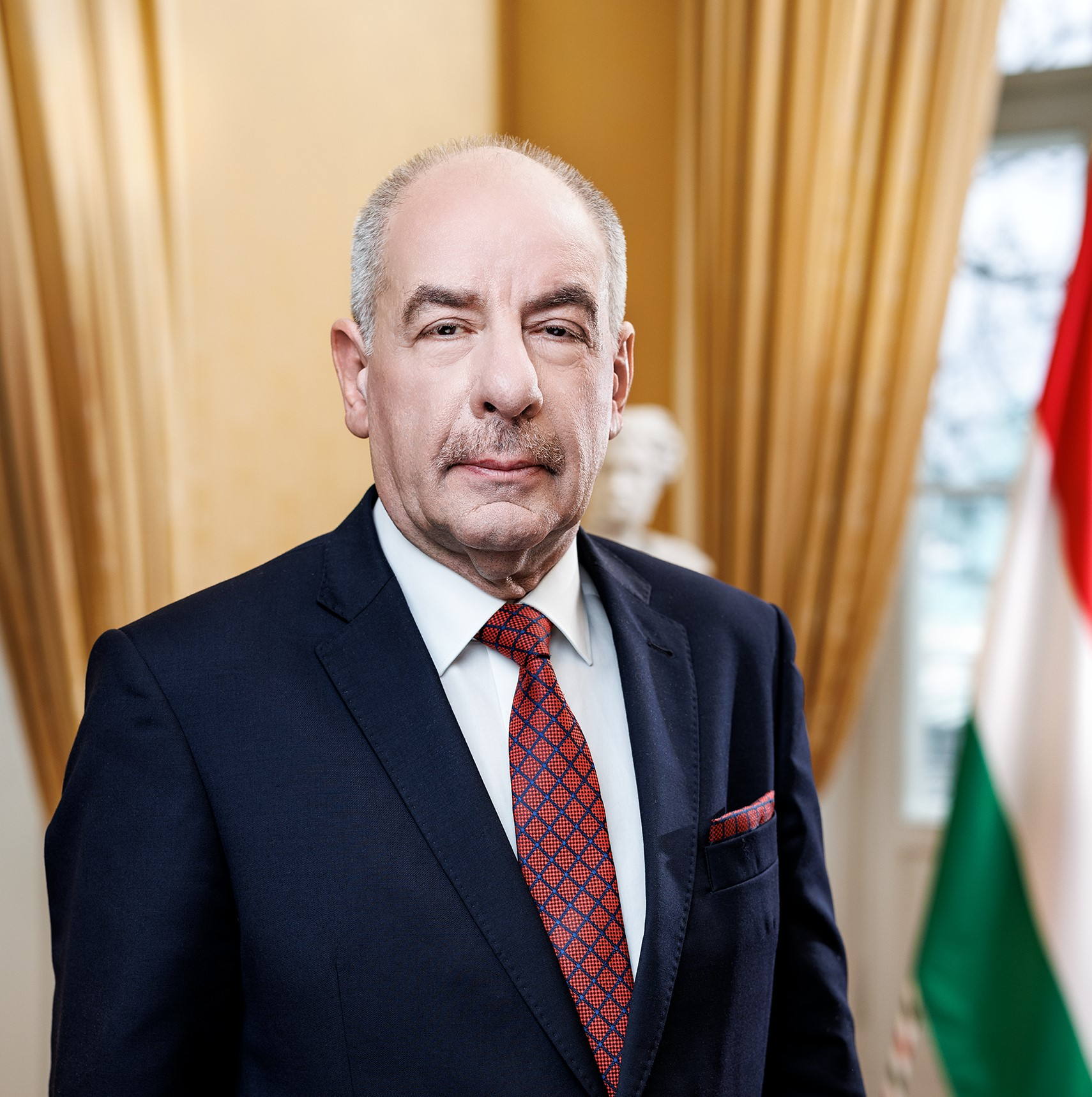
헝가리 대통령 슈요크 터마시

헝가리 대통령(헝가리어: Magyarország köztársasági elnöke, államelnök / államfő)은 헝가리의 국가원수이다. 임기는 5년이며 1회 중임이 가능하다. 의회에서 선출되어 대통령에게 형식적 임명을 받는다.
직전 대통령 노바크 커털린이 2024년 2월 10일 사임하고 의회의 2024년 봄 회기 개회일인 2월 26일 전직 헌법재판소장 변호사 슈요크 터마시가 새 대통령으로 선출됐다.

## 헌법 규정

### 임기와 제한
헝가리 헌법은 헝가리 의회에서 5년 임기의 대통령을 선출하도록 하고 있다. 임기는 2회로 제한돼 있다. 헌법 10조 2항에 따르면 만 35세 이상의 헝가리 국민이면 누구든 대통령이 될 수 있다.
헌법 제12조 2항에 따르면 헝가리 대통령은 직무를 수행할 때 '대중적, 정치적, 경제적, 사회적 역할이나 임무'를 행사할 수가 없다. 또 대통령직 이외의 "수입을 받는 전문직 활동"에 종사하여서는 안 되며, "저작권에 해당되는 활동 이외에 다른 활동을 통한 수당"은 받을 수 없다고 되어 있다.

### 대통령 선거
헌법 제11조 1항에 의하면 대통령 선거는 헝가리 국회의장의 요청으로 시행되며, 현직 대통령의 임기가 끝나기 30~60일 전에 선거가 치러져야 한다. 대통령직이 공석이 될 경우에는 그 날부터 30일 이내에 치러야 한다. 이때 대통령 후보는 "전체 국회의원 중 최소 5분의 1로부터 추천서를 받은 인물"이어야 한다. 이 추천서는 선거 전에 국회의장 측에 전달되어야 하며 의원 1인당 한 명씩만 후보를 추천할 수 있다.
대통령 선출 표결은 최대 이틀까지 진행할 수 있으며 1차 투표에서 한 후보가 전체 국회의원 득표수 중 3분의 2를 얻으면 바로 당선된다. 1차에서 과반을 얻은 후보가 없다면 2차 투표에서는 1차에서 가장 많은 표를 얻은 상위 두 후보를 추려 표결에 부친다. 2차 투표에서는 전체 득표수 중 과반만 넘기면 바로 당선될 수 있다. 2차 투표에서도 당선자가 가려지지 않으면 새 후보 추천서를 전달받아 선거를 새로 치른다.
헌법 제11조 6항에 따르면 선거에 당선된 헝가리 대통령은 국회 내에서 취임 선서를 하게 되는데, 다음과 같은 선서문을 읽어야 한다.
Én, (누구누구) fogadom, hogy Magyarországhoz és annak Alaptörvényéhez hű leszek, jogszabályait megtartom és másokkal is megtartatom; (대통령 권한) tisztségemet a magyar nemzet javára gyakorolom. (선서하는 사람의 의지에 따라) Isten engem úgy segéljen!

나 (누구누구)는 국가와 헌법에 충실하며, 나와 국민이 법률을 지킬 것을 맹세합니다. 나는 나의 권한인 (대통령 권한)를 헝가리의 이익을 위해 행사할 것을 맹세합니다. (선서하는 사람의 의지에 따라) 신께서 저를 도우시길!

## 권한과 특권
헝가리 헌법에 따르면 "헝가리의 국가원수는 공화국 대통령으로서 나라의 통합을 표하고 국가기관의 민주적 기능 행사를 감독한다"고 되어 있다. 또한 헝가리군의 총사령관으로서 "헝가리를 대표"하며, "국회 일정에 참여하고 회의에 참가"하거나 "입법" 혹은 국민투표에 착수할 수 있다. 또 선거일을 결정하고 전시나 비상사태와 같은 특수 상황의 결정에도 참여할 수 있다. 또한 선거 후 의회를 소집하고 해산시킬 수 있으며, 헌법재판소에 제소를 통해 법적 준수 여부를 가릴 수도 있다.
헝가리 대통령은 "총리, 대법관, 제1검사, 기본권리위원장", 대법관 임명자, 예산심의회 의장의 칭호를 설정할 수 있다. 또 "정부 각료의 연서"를 통해 각 장관, 국립은행 총재, 각 독립 규제기관장, 대학 특별교수, 장군, 임명대사, 대학 총장을 임명하며, "서훈과 보상, 직함을 수여"할 수 있다. 다만 "법정 조건을 충족하지 않았거나, 국가기관의 민주적 기능행사에 중대한 침해가 우려되는 충분한 사유가 존재할 경우"에는 이 같은 권한 행사를 거부할 수 있다.
그 밖에도 정부 측 동의서를 통해 "개인 사면권을 행사"하거나 "영토 문제"와 "시민권의 획득과 박탈에 관한 문제"에 관한 결정을 내릴 수 있다.